# Eunostide
Eunostide (in greco antico: Εὐνοστίδαι?, Eunostídai) era una località dell'antica Attica, la cui collocazione è sconosciuta. John S. Traill la considera un demo spurio della tribù Tolemaide, associato al demo di Afidna, attestato per la prima volta nel 201/200 a.C..